# Lydia Shackleton
Lydia Shackleton, född 22 november 1828, död 10 november 1914, var en irländsk botanisk illustratör som studerade vid Royal Dublin School of Art and Design. Hon hade ett artist-in-residence vid Royal Botanic Gardens i Dublin som började 1884 och därmed är ett av de första i världen. Hon var även lärare, skrev poesi och reste till USA.

## Biografi

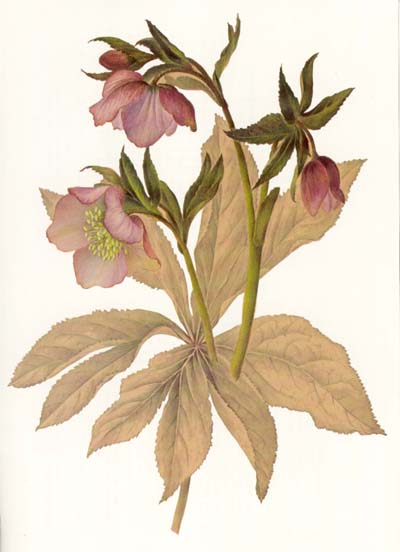
Målning av en art ur julrossläktet, av Lydia Shackleton, i gouache och akvarell.

Lydia Shackleton föddes  1828 i Ballitore som dotter till kväkarna George och Hannah (född Fisher) Shackleton. Hon var äldsta barnet i en syskonskara på tretton barn. Fadern var mjölnare och 18 år äldre än sin fru.
Shackleton utbildade sig vid kväkarskolan i hennes hemstad och vidareutbildade sig vid Royal Dublin School of Art and Design (idag känt som National College of Art and Design). Hennes äldsta bevarade verk är pennteckningar föreställande Grisemount och Ballitore, och daterade 15 november 1848. Hon delade med sig av sin talang med sin syskon och utbildade även sina syskonbarn.
Efter studierna flyttade hon till Lucan i grevskapet Dublin, där hon startade en skola för kväkarbarn. Hon undervisade där i 20 år. Hon tillbringade även två längre perioder i USA.

## Artist-in-residence

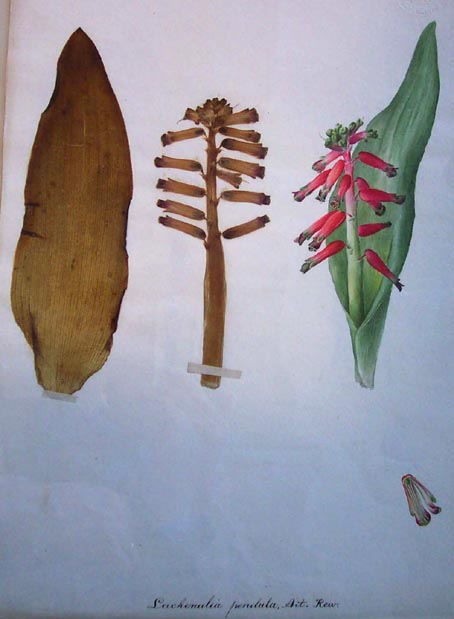
Liljeväxt av Lydia Shackleton - torkat specimen till vänster och målning till höger.

Shackleton var konstnär åt Royal Botanic Gardens i Dublin (idag kallat National Botanic Gardens of Ireland) under 23 år, med start 1884. Tillsammans med en annan kväkaren, Alice Jacob var de den botaniska trädgårdens artists-in-residence, men hon var den första att få denna position. Shackleton fick ingen ersättning för sitt arbete. Hon gjorde sina målningar på tonat papper vilket innebar att hon kunde använda vit färg för högdagrar. Hon var mycket noggrann och tejpade ofta fast en pressad blomma eller blad bredvid illustrationen för jämförelse.
Man känner till runt 1500 botaniska studier signerade "L.S.". Mer än två tredjedelar av dessa föreställer orkidéer och registrerar trädgårdsmästarnas försök att skapa hybrider. Hennes målningar brukar definieras som botaniska studier, snarare än konstverk. Hennes studier från den botaniska trädgården innehåller en stor mängd Helleborus, Paeonia och Sarracenia.
Hon gjorde även runt 100 målningar av inhemska vilda växter för the Science and Art Museum, Dublin (idag National Museum of Ireland).
Shackleton tvingades sluta måla 1907 på grund av hennes synnedsättning. Hon förblev ogift och när hon dog i sitt hem i Dublin den 10 november 1914 var hon helt blind. Hon ligger begravd på Friends Burial Ground, Blackrock, Dublin.